# 寄席
寄席（よせ）とは、講談・落語・浪曲・萬歳（から漫才）、義太夫（特に女義太夫）などの技芸（演芸）を観客に見せる興行小屋である。

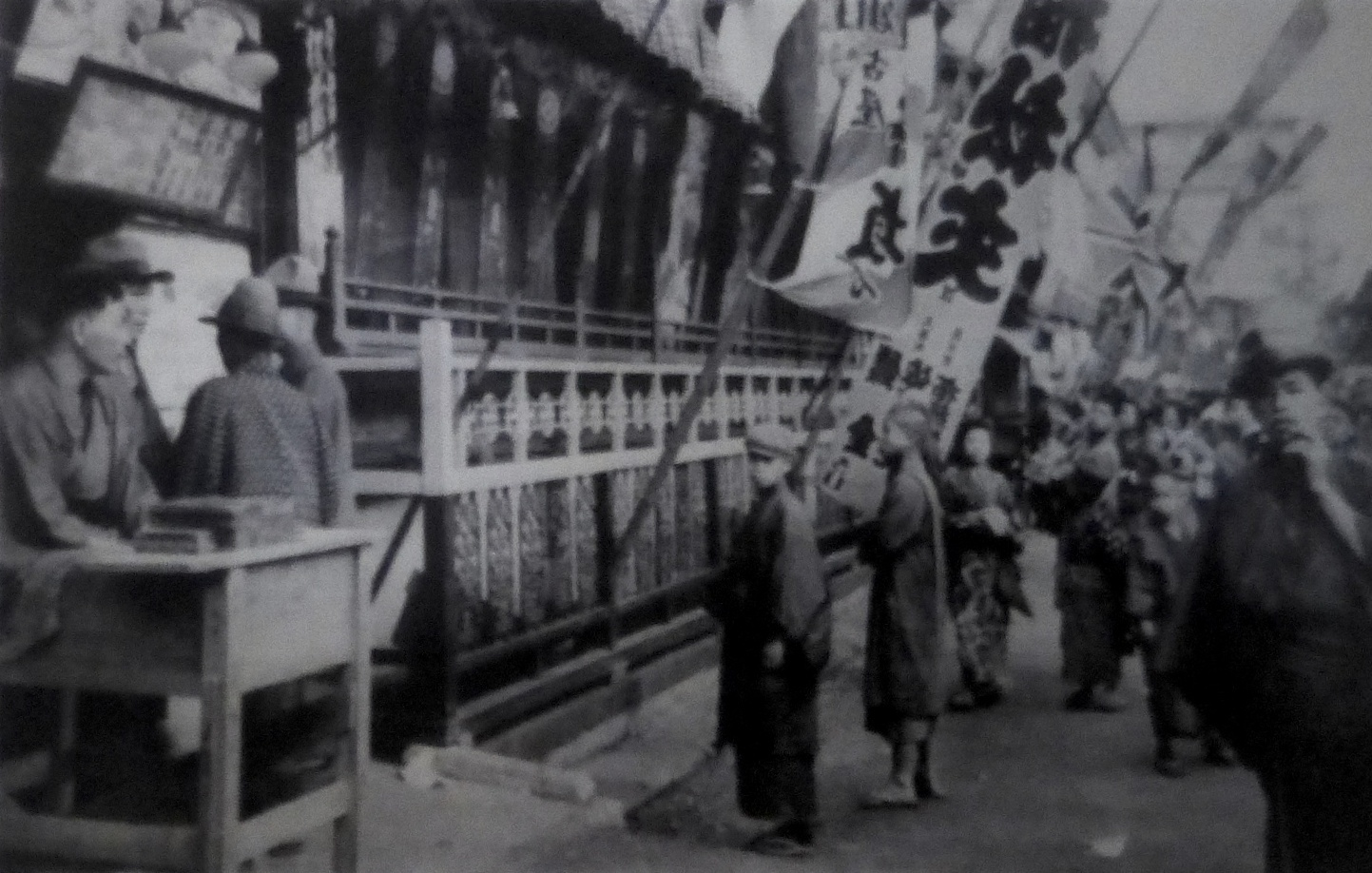
浅草の寄席

## 概要
始まりは18世紀中頃で、演目は浄瑠璃、小唄、講談、手妻（手品）などで、寛政年間（18世紀後半）以後、落語が主流となった。場所が常設小屋になったのは文化年間（19世紀初頭）ごろからで、天保の改革で数が制限されたが、安政年間（19世紀後半）には約400軒と急増した。
講談が一番古い歴史を持つ。明治・大正期までは、落語や講談、浪曲、義太夫、祭文を主にかける寄席が存在し、明治末から大正にかけての活動写真館（のちの映画館）の爆発的な増加、ラジオの登場、興行系娯楽のライバルである小劇場や寄席全体の数が激減していく中で、東京では落語を主にかける寄席（色物席）のみが比較的多く残った。現在は意味範囲が若干変遷し、落語・浪曲など番組の主演目以外の演目は色物と呼び、区別する。最後の演者（本来の「真打」）は基本的に落語であり、主任（トリ）と呼ばれ、その名前は寄席の看板でも一番太く大きな文字で飾られる。トリになれるのは基本的に真打の落語家のみだが、まれに真打以外の落語家や落語以外の演者がトリとなる場合がある。
歴史が長く、今もおなじみの色物演目には、音曲・物まね（声色遣い）・太神楽・曲独楽・手品・紙切り・（大正時代からの）漫談・腹話術などがあり、下火になった演目にかっぽれ、新内、デロレン祭文、源氏節、八人芸（現在は見られない）。主に地域芸能としての道を行くものに八木節、安来節、江州音頭（河内音頭）などがある（西洋由来のコントは比較的新しい演目である。ストリップも参照のこと）。多くは大道芸として野天やヒラキと呼ばれるよしず張りの粗末な小屋から始まり、寄席芸に転化していった。
経営や後継問題により数は減ったが、お座敷芸より連なる伝統的芸能を支える空間としての役割を果たしながら、「悪場所」「悪所」と呼ばれてきた都市文化の華としての地位を江戸時代初期から守っている。
定席とは、本来毎月休むことなく開演している寄席、程度の意味であるが、狭義の寄席として東京では鈴本演芸場、新宿末廣亭、浅草演芸ホール、池袋演芸場の四席のみとされ、落語関係者のみならず演芸関係者一同（日本演芸家連合）が開設に尽力した国立演芸場や、落語芸術協会などが定席興行を行っている永谷商事運営の演芸場（お江戸上野広小路亭、お江戸日本橋亭、お江戸両国亭など）も含めない場合が多い。
予約・席取りなどは無く、自由席の場合が多い。1日の中で客の入れ替えは基本的に無く、再入場はできない。
また「演芸場」「劇場」との名称の混乱が今も見られるが（劇場を表す「座」の扱われ方に象徴的である）、法律で定められた興行系娯楽は「劇場」「寄席」（あとは観セ物→「映画館」が独立）が種別であり、総称として「演芸場」があったが、実際の運用ではその壁を飛び越えたり、また地方部の興行場においては「未分化」の状態であった事の影響が未だに残っているのである。大阪のマンモス寄席（角座）もその範疇に入るものである。
関西では長らく寄席の存在が途絶えていたが、2006年9月15日に大阪天満宮横に、大阪では半世紀ぶりの寄席となる「天満天神繁昌亭」が開場した。その後、2018年には神戸に「神戸新開地・喜楽館」が開場している。
寄席が落語と切り離せないのは、落語家にとって寄席が修行の場であり芸を磨く唯一無二の舞台とされること、観客も贔屓の演者の成長と演者ごとの演出の違いを楽しむという点にあり、「完成品」を見せるホール落語と違い寄席落語には「未完成」なりの面白さ、真剣さがあるとされる（新宿末廣亭初代席亭の北村銀太郎の発言より）。
なお、「よせ」の語源については、「よせせき」「人寄せ席（ひとよせせき）」の略称であるという。

## 歴史
寄席の起源は、一般的には江戸初期に神社や寺院の境内の一部を借りて、現在の講談に近い話を聞かせる催し物が開かれていたもの（講釈場）である。ただ、これは不定期に催されるものであったようである。
これが原型となって、初めて専門的な寄席が開かれたのは、寛政10年（1798年）に江戸下谷にある下谷神社の境内で初代・三笑亭可楽によって開かれたものとされ、当神社には現在の定席四席による寄席発祥の石碑がある。当初は「寄せ場（よせば）」と呼ばれ、後に寄席と呼ばれるようになった。
入場料に相当する木戸銭が、歌舞伎の3分の1から4分の1程度と割安で、視聴時間も3時間程度と短く、歌舞伎のダイジェスト版である「芝居噺」を噺家が1人で演じ分ける手法が、手軽に歌舞伎を楽しみたい庶民層へ受け入れられた。江戸では町方や新吉原、寺社境内などに寄席が広まっており、江戸では乞胸と呼ばれる寄席と同様の芸能活動を行う都市下層芸能民がおり、しばしば寄席と対立した。天保年間には市中全体で銭湯とほぼ同数の、211軒もの寄席が存在したが、天保13年（1842年）2月には老中水野忠邦の主導する天保の改革の影響で規制を受け、江戸市中全域で15軒、寺社境内に9軒となるまでに一時衰微するも、水野の失脚とともに60数軒が復活する。幕末にかけて江戸を中心に大いに普及し、現代と違って娯楽が乏しかった時代、約700軒ほどまで拡大し、各町内に一軒は寄席があった。当時の演目は講談、落語の他、「役者声色、物まね、娘の浄瑠璃、八人芸、浮世節など芸人を集め」ていた。
明治に入ると、芝居小屋（劇場）との区分の明確化・芸人鑑札制による状況把握・徴税が、維新後まもなくの1871年（明治4年）より続々と始まり巡査による臨検席も設けられた、落語中興の祖三遊亭圓朝の道具立ての芝居噺から素噺への転向（その語り口は速記され、二葉亭四迷の言文一致体の発明に影響を与え、現代日本語の元となる）や、かっぽれの梅坊主が出演し、咄家による珍芸が流行（珍芸四天王）、新内が寄席の舞台に上がる。ほぼ同時期に、講談の大流行（泥棒伯圓と呼ばれた2代目松林伯圓など。自由民権運動の演説と相互に影響を与え、政治講談も盛ん）、女義太夫の大流行（綾之助・呂昇の登場）、自由民権活動家・浮世亭○○こと川上音二郎の登場（京都・笑福亭を本拠にした。壮士芝居（→新派劇）にその行動を定める前の時期である）、浪花節による席巻（大道芸から浪花亭駒吉による寄席芸としての確立）があり、東西で規模が大きな寄席も現れた。

### 明治40年ごろの東京の寄席
1907年（明治40年）に東京市が編集発行した地誌『東京案内』は、明治末の東京を知るのに右に出るものはないとされている著名な出版物である。明治39年（1906年）末時点の東京がわかる。
きめ細かく網羅的に東京の事物が挙げられている中に、寄席に関する記述もあり、まず東京市内・近郊で寄席の数は計141軒。
内訳は、まず講談が、おおむね各区ごとに一つはあり、24軒。
当時「色物席」という形で分けていた落語・色物の定席は、75軒。中には、有名な人形町の末廣や神田・立花亭、上野・鈴本亭も含まれる。
浪花節席は、30軒。神田市場亭（後に入道舘→民衆座）が見られる。まんべんなくあるが、特に下谷区浅草区から本所区、深川区にかけて多く分布している。
現在は消滅した義太夫専門の定席が3軒ある。神田・小川亭、日本橋・宮松亭、浅草・東橋亭の名。
さらに、祭文の席として下谷・竹町に佐竹亭の存在が確認できるのが、浪花節の歴史の点からも特筆される。
この他に、混成の席の中で、内藤新宿に末廣亭（旧・堀江亭。浪曲・色物）、品川に七大黒（色物・義太夫）の存在が確認できる。
という内訳であるが、演目は決して固定されていたわけではなく、多くが家族経営の零細企業であった寄席は、かかる演目は席亭主の意向で自在に変わり、例えば色物席でも年に一度は必ずと言っていいほど義太夫がかかっていたという。
寄席の開演時間については昼席公演は少なく、夜席が多く、その終演は「午後10時から11時に至るを常とし」とある。これにより一人当たりの口演時間が長い講談・浪花節でも「二軒バネ、三軒バネ」が可能であったことがわかる。また各演目別事情・料金等についても触れられている。当時の寄席用語として、付近八丁の寄席の客を奪うほど人気のある芸人という意味で「八丁荒らし」がある（むろん褒め言葉である）。
明治から大正にかけての時期には、寄席で源氏節、八木節、安来節の全国的流行、関西においても河内音頭などが寄席の舞台に登場した。
上席下席の月2回入れ替え制だったものが、客の休日環境の変化で1921年（大正10年）6月、現在に至る10日間興行に変わる。
1926年（大正15年）当時の東京市内の寄席については、日本芸術文化振興会により、ネット上に地図が公開されている。
寄席名の後に「亭」や「席」をつけて呼ぶことが一般的であった。

### 上方の寄席（吉本による独占・チェーン化）
戦前に関西地方にあった落語の主な寄席は以下である。
- 桂派の定席の寄席
  - 金沢亭（大阪・ミナミ法善寺）
  - 幾代亭（大阪・船場淡路町）
  - 林家亭（大阪・岸和田大工町）
  - 瓢亭（大阪・西区新町）
- 三友派の定席の寄席
  - 紅梅亭（大阪・ミナミ法善寺）
  - 此花館（大阪・平野区）
  - 永楽館（大阪・北新地）
  - 賑江亭（大阪・堀江）
- 花月派（吉本興行部）
  - 第二文芸館（大阪・北区天神橋）
  - 芦辺館（大阪・松島）
  - 龍虎館（大阪・福島）
  - 松井座（大阪・梅田）
  - 都座（大阪・天神橋筋）

大正に入り吉本興業は多くの寄席を（紅梅亭や賑江亭等）買収し名前に「花月」を付けた。大阪だけでも20あまりの寄席を買収、京都、神戸、名古屋、横浜、東京等にも寄席を展開した。
上方（大阪）では明治時代から昭和初期の大阪市内、特にミナミ法善寺周辺には、北側に三友派の象徴であった「紅梅亭」、南側に桂派の象徴であった「南地金沢亭」（後に吉本興業（以下、吉本）が買収し「南地花月」）が存在ししのぎを削った。浪曲は、1907年（明治40年）桃中軒雲右衛門の関西巡演までは「浮かれ節」と呼ばれ、明治前半には浮かれ節専門の寄席（天満・国光席、松島・広沢館、千日前・愛進館など）が既に存在した。
他にもキタ北新地の「永楽館」（後に吉本傘下に入り「北新地花月倶楽部」）はじめ、上本町、堀江、松屋町、新町、松島、大阪天満宮界隈などに十数軒の落語専門定席が存在していた。その後吉本が寄席でいっそう漫才主体の番組構成をとったことや、桂春団治など落語家の専属契約を推し進め、自社の経営する寄席である「花月」のみの出演としたことなどから、上方落語の寄席文化は壊滅的打撃を受けた。

### ラジオの登場・エンタツアチャコ
戦後は上方落語の復興機運が高まるとともに、ミナミに戎橋松竹が開場（千土地興行〈後の日本ドリーム観光〉が経営）。大阪唯一の落語中心の寄席として人気を博した。1957年に経営難から閉鎖された後は、大阪では地域の有志が寺や公民館、蕎麦屋などを会場に「地域寄席」という形で寄席文化を継承してきた（「田辺寄席」「岩田寄席」など）。その後6代桂文枝など落語関係者一同の長年の復活への努力が実って、2006年9月15日に大阪天満宮横に半世紀ぶりの寄席となる「天満天神繁昌亭」が開場した。

### 東京・大阪以外
横浜には、多数の寄席が存在ししのぎを削っていた。関東大震災の際には京浜間の寄席で出演者、席亭側、客側それぞれに甚大な被害があったことが知られる。後に消滅し、現在は2002年（平成14年）4月に横浜市が建てた横浜にぎわい座がその機能を継承している。
芸どころ・名古屋市の大須演芸場は、出演者側の支持が厚く、閉鎖の危機を幾たびも乗り越えながら存続し続けてきた。2014年2月3日に強制執行を受け一時閉鎖、その後家主の手で改修工事が行われ、運営体制を一新して2015年9月22日に再開された。
神戸には戦後も神戸松竹座があったが1976年に閉鎖された。2018年7月に42年ぶりの寄席となる神戸新開地・喜楽館がオープンし、天満天神繁盛亭に次ぐ上方落語の定席となっている。
全国的には、おおむね各県庁所在地ごと程度に寄席が分布した。今はテーマパークで有名な漁師町・浦安にも寄席が二軒存在し、芸に厳しい浪曲の難所として全国の浪曲師に名を響かせた。
北海道にも明治から昭和初期まで多くの寄席が存在した。現在は4代目桂梅枝が中心となった地域寄席「平成開進亭」、「だるま十区（旧：狸寄席の会〈狸小路に常設演芸場を作る会〉）」などが地域の落語会として定期的に公演を行っているが、2019年時点で常設の寄席は存在していない。
仙台には明治から大正にかけて寄席が存在したが消滅し、平成に入ってから不定期に寄席が行われていた。2016年頃から定席を復活させる計画がスタートし、2018年4月1日に落語芸術協会仙台事務所により花座がオープンした。
九州は、博多で2007年から6代目三遊亭円楽プロデュースによる「博多天神落語まつり」が毎年11月に開催されている。その後、2021年に出身地の北九州に移住した橘家文太が改造トラックで出前寄席を開催したり、同年に博多らくごカフェ笑庵がオープンするなど落語を聴く場は増えてはいるが、常設の寄席の開設には至っていない。
他地域も、地域の落語会として開催されている「寄席」は多数存在するが、意味としては「落語会」との区別は特にされていない場合が多い。

## 寄席で用いられる道具・用語
- 高座（板）:寄席の舞台の事。
- 定席:一年中落語が聞ける所。狭義には新宿末廣亭、上野鈴本演芸場、池袋演芸場、浅草演芸ホールの4か所。
- 上下（かみしも）:高座の右側、左側。客席から舞台を見て右が上手（かみて）左が下手（しもて）。
- めくり:出演者の名前を書いた紙の札の事。高座の下手に置かれることが多い。
- トリ:主任。興行の最後に高座に上がる人。本来は、その興行の給金を分配する人のこと。
- 寄席文字（寄席字）:めくりに書く文字の書体。紺屋栄次郎が歌舞伎の勘亭流と提灯文字を元に字体を作る。橘右近により存続し、寄席文字橘流家元を名乗る。
- 幟（のぼり）：寄席や会場入口付近に立てられる、出演者の名前が書かれた大きな旗。
- 行灯（あんどん）：主な出演者を知らせるため、入り口付近に掲げられた提灯。
- 出囃子：寄席の出演者が高座に上がる際に演奏される音楽。寄席ではお囃子さんが実際に演奏をしている。ホール落語等ではCDなどの音源が使われることも多い。
- 下座（お囃子）:出囃子を演奏する人。噺の種類によっては、噺の途中のBGMを演奏をすることもある。
- 木戸口：寄席の入り口。見世物小屋や昔の芝居小屋と入場口の形態は同様であった。
- 木戸銭：入場料のこと。
- 割:一日毎の客の入りと演者の格に応じて支払われる給金。
- 席亭:寄席の運営者や経営者のこと（浅草演芸ホールでは「社長」）。もともと席亭とは寄席自体を指し、主人を席亭主（または席主）と呼んだものが省略された。なお、天満天神繁昌亭・喜楽館・大須演芸場（2015年以降）などでは、寄席運営の責任者と経営者とは異なる位置づけを示すものとして席亭的存在の人物を「支配人」と呼ぶ。
- お茶子:（上方の寄席特有の）楽屋で芸人を世話する役目の女性。高座で座布団をひっくり返す事も。
- もぎり:入り口でチケットの半券を切る人。
- 下足番（げそくばん）:脱いだ履物の番をする人。畳敷きの客席が大半だった時代にあった役目。評判を多く聞くことから番組編成権を持つことも多かったという。
- 五厘:席亭と芸人の間で出演を仲介する人（ブローカー）。割のうち、5厘を天引きしたためそう呼ばれた。他に寄席の事務員または会計士の意味として呼ばれる事もあった。現在の芸人事務所の事。
- 金ちゃん:客の事。
- つ離れ:（ひとつ、ふたつ、と数えると、ここのつ、とお、と10を超えると「つ」が付かなくなる事から）客数が一桁でなくなること。
- 一足（そく）：百（人）をそく、と言い換えて客数が百人くらいのこと。

## 主な寄席

### 東京
定席（狭義の寄席）
- 鈴本演芸場（東京・上野）
- 浅草演芸ホール（東京・浅草六区）
- 新宿末廣亭（東京・新宿）
- 池袋演芸場（東京・池袋）
  - うち鈴本演芸場は落語協会のみ、浅草・新宿末廣亭・池袋は落語協会・落語芸術協会の定席となっており、それ以外の団体は「余一会」（1月・3月・5月・7月・8月・10月の31日に行われる特別興行）などを除き、原則として上記の寄席に上がることはできない[注釈 19]。
  - 2000年から、上記に国立演芸場を加えた5か所の寄席が共同で毎年6月第一月曜日を「寄席の日」として入場割引・記念品の配布などのイベントを行ってきたが、コロナ禍以降中断。2023年以降、記念品配布などの小規模なイベントをいくつかの寄席で復活させている。

永谷商事運営
- お江戸上野広小路亭（東京・上野）
- お江戸日本橋亭（東京・日本橋）*2023年12月で建替えのため休館
- お江戸両国亭（東京・両国）
- 新宿永谷ホール（新宿Fu-）（東京・新宿歌舞伎町）

うち上野と日本橋は落語芸術協会・落語立川流により、両国は円楽一門会により、落語の定席興行も催されている。上野は（定席である鈴本が至近にある関係上）落語協会員は出演することができない。新宿はお笑いライブハウスとして使われることが多い。
演芸関係団体・会社などによる運営
- 国立演芸場（東京・千代田区隼町） - 国が文化の振興のために設立。2003年に独立行政法人に移行。通常は落語定席と同様に、落語協会と落語芸術協会が交互に出演。立川流、円楽一門会も落語会が行われる。毎年ゴールデンウイークに各出演者団体が企画公演する「大演芸まつり」が開かれる。2023年10月より改修工事に入る予定でいったん閉場となる。再開場は2029年秋の予定で、再開場までの間は「国立演芸場主催」の形で紀尾井小ホールや千代田区立内幸町ホールなどの都内のホールを利用して公演を行う。改修工事前には『笑点』の収録が行われ二週に渡って放送された。
- 浅草木馬亭（東京・浅草奥山） - 浪曲定席。根岸興行部経営。木馬館1階。講談師も出演するほか、落語の貸席としても機能している。
- 黒門亭（東京・上野）- 2003年より落語協会事務所の2Fで週末に開催されている寄席。2020年以降コロナ禍のため断続的に開催→中断→開催を繰り返している。
- 浅草フランス座演芸場東洋館（東京・浅草六区）- 通称「東洋館」。浅草演芸ホールと同じ建物で、経営も同じく東洋興業株式会社。元はストリップ劇場。現在は色物の定席となっているが落語との混合番組も組まれており、毎年正月初席に落語協会の定席興行として浅草演芸ホールと併用される。また夜は貸席として利用され、落語会なども行われることがある。
- 三吉演芸場（横浜・南区）- 大衆演劇主体の劇場。1930年開場。近所に住んでいた桂歌丸が、1994年に「三吉演芸場を残す会」を結成、それ以来不定期であるが落語会が催されている。4代目社長は本田博。

その他寄席として用いられるスペース
- らくごカフェ （東京・神田神保町）- 神田古書センターの5階に2008年12月オープン。カフェと古書店を併設、若手を中心に毎日に近いペースで落語会を開催。オーナーは地元出身のライターの青木伸広。2019年2月には「らくごカフェ10周年記念 平成最後の武道館落語公演」[27]が開かれた。
- 焼肉八起（やおき、神奈川・相模大野） - 店主は唐澤章・時子。店は1974年元住吉にオープン、1979年に現在地に移転。「八起寄席」スタートは1986年。店の定休日である第一月曜日に開催、東京四流派の落語家が出演。立川談志が生前唯一認めた焼肉店でもあり、晩年まで年に一度出演を続けた。純烈が愛する店としても有名[28]。1997年からはグリーンホール相模大野との共催でホールでも寄席を開催[29]。
- 徳丸 三凱亭（とくまる みよしてい・東京・板橋区徳丸） - 2004年オープン。独演会会場を探していた古今亭菊龍のために、自宅地下の駐車場に隣接するスペースを寄席としてオープンしたのが最初。席亭・関村具由[30]。
- 道楽亭 Ryu's Bar（東京・新宿二丁目）- 　2010年オープン。落語会を中心に講談・浪曲の会、お笑いライブを月20回以上開催するイベントスペース。オーナーの橋本龍兒が、行きつけにしていた三鷹の落語会会場（文鳥舎）の閉店を受け、新宿にスペースをオープン[31]。2021年に貸主から立ち退きを求められ、9月よりクラウドファンディングにより移転先を探していたが、交渉の結果10月に同じ場所での存続が決定。改装工事、器材・設備等の入れ替えを行い、配信なども可能にして2021年12月に再開場[32]。その後、席亭の橋本が2024年5月23日に病気で急逝、橋本主催・運営の道楽亭は6月末で終了（一部例外あり）[33]。生前の橋本から運営危機と存続の意向を聞いていた渡辺寧久（演芸評論家・ライター）が、橋本夫人の許可を得た上で関係者数名の協力と出資を得て7月23日より「シン・道楽亭」として運営を再開[34]。こけら落としは古今亭菊太楼。
- フリースペース無何有（むかう）（東京・新宿）- 1936年創業の新宿三丁目の居酒屋「千草」が2014年に改装した際に、3階に芸能・芸術の活動の場としてのスペースを設けた。若手の勉強会や配信落語会などに用いられることが多い。オーナーは真船道朗・丸山ひでみ。
- 落語・小料理やきもち（東京・秋葉原）- 2016年9月オープン。元日本テレビ社員で笑点などのディレクターも務めた中田志保が、退職後に落語と料理を楽しむことができる場として開業した[35]。2020年、コロナ禍による動画配信のための機材資金調達のためにクラウドファンディングを利用[36]。2025年6月末閉店予定だったが、継続の要望を受け引き続き営業。
- 墨亭（ぼくてい）（東京・墨田区東向島）- 落語評論家の瀧口雅仁が自宅近くの元化粧品店の建物を改築、2019年5月に寄席としてオープンさせた。
- スタジオフォー（東京・巣鴨） - 音楽スタジオではあるが、立川志の輔はじめ若手落語家の会も多数運営・開催。オーナーは西島瑞夫[37]。
- 亀戸梅屋敷（東京・亀戸） - 2013年オープン。亀戸活性化のための観光・販売拠点。亀戸いきいき事業協同組合運営。円楽一門会が定席を開催。
- ひらい円蔵亭（東京・平井）- 2017年オープン。 8代目橘家圓蔵邸を没後寄贈された江戸川区が記念館として一般に開放。2021年ごろから若手落語会の会場として積極的に利用されるようになる。
- 池之端しのぶ亭（東京・池之端） - 三遊亭好楽が自宅を改築して開設。後述する若竹同様『笑点』では解体や閉鎖ネタが使われている。
- 神田連雀亭（東京・神田須田町） - 落語・講談の二ツ目専門の寄席。オーナーは加藤伸。 古今亭志ん輔プロデュース（2017年9月まで）のち二ツ目有志による運営。
- 梶原いろは亭（東京・北区上中里）- 2019年1月オープン。 特定非営利活動法人いろは苦楽部（代表：麻生希代子）が運営。2020年春から2022年3月まで無観客配信のみの開催となっていた。映画『二つ目物語』（2022年、林家しん平監督）は、ここが主なロケ地になっている。
- にっぽり亭（東京・荒川区→台東区）[38] - 2019年4月7日、谷中商店街「夕やけだんだん」脇の元寿司店を寄席に改装してオープン、オーナーは三遊亭萬橘と林家たけ平。前身は、前出の二人に立川志の春を加えた三人が谷中よみせ通り商店街で2012年12月 - 2018年9月まで毎月25日 - 28日に開催していた落語会「谷中はなし処」[39]。地域の再開発のため2022年2月で閉館したが、土地買収の遅れなどで転居が延期となり5月より一時的に再開場ののち、7月18日に閉場。2023年5月、前会場より1kmほど上野寄りの上野桜木2丁目の住宅を寄席に改装して再オープン。
- ガモール志學亭（東京・豊島区巣鴨）- 2021年5月オープン。地域活性化の実践拠点としてとげぬき地蔵前に大正大学が開設。店長は立川志らら。
- ばばん場（東京・新宿区高田馬場）- 2022年1月オープン。高円寺のバー「ノラや」「koenjiHACO」が、店内で開催していた落語会を分離、「山手線沿線に落語会の場所を」「若手に使ってもらいたい」というコンセプトで高田馬場に開場。代表は松本聖子[40]。
- ろじこや（東京・足立区千住旭町）- 地元の古民家を再生、2020年に和文化スペース＆カフェ「路地裏寺子屋rojicoya」としてオープン。2022年より若手落語会を開催。代表は米本芳佳[41]。
- 鈴座（りさ） Lisa cafe（東京・江東区毛利） - 2024年1月オープン。オーナーは安藝和恵。「リサ」の名前の由来はスペースオーナーの飼い犬。
- 蒲田楽落亭（東京都大田区） - 2018年4月オープン。

### 東京以外の寄席定席
- 横浜にぎわい座（横浜・野毛） - 横浜市営。貸席と市民寄席を融合した形の寄席。現在の館長は布目英一（2019年7月1日より）。初代館長は玉置宏、2代目館長は桂歌丸。
- 大須演芸場（名古屋・大須） - 中京地区唯一の寄席。たびたび経営難に陥り、2014年2月3日にいったん閉鎖。一般社団法人として2015年9月22日に再開。再開後は東西の芸人が招聘されるとともに、地元名古屋の噺家・芸人がそれぞれ出演する。支配人は矢崎通也。再開後の一時期に海老名香葉子（初代林家三平夫人）が最高顧問に就いていた。
- 魅知国定席 花座（仙台市） - 桜井薬局セントラルホールで月1回「魅知国 仙台寄席」が行われていたが、2018年4月1日から一番町にある落語芸術協会仙台事務所長が所有するビルの2階に定席として移転[26]。落語芸術協会仙台事務所（株式会社BBI）が運営する。席亭は白津守康。名誉館長は桂歌丸。

### 上方落語の定席
- 天満天神繁昌亭（大阪・大阪天満宮） - 上方落語協会運営。定席も含め、落語の興行が主体である。
- 動楽亭（大阪・西成区） - 2代目桂ざこばが開設。運営は米朝事務所。
- 神戸新開地・喜楽館（神戸・新開地） - 2018年7月11日開業。運営は、新開地まちづくりNPO。支配人は伊藤史隆（ABCテレビシニアアナウンサーと兼任、2023年7月11日 - ）

以下は主に漫才や漫談芸人、喜劇役者（よしもと新喜劇）の出演が主体となる。落語のみの興行も稀に行われることはあるが、通常の興行には落語家が入る事は少なく、講談師・浪曲師の出演は極めて稀となっている。
- なんばグランド花月（大阪・千日前） - 吉本興業経営。略称はNGK。
- よしもと漫才劇場（大阪・千日前） - 吉本興業経営。旧称は5upよしもと。
- よしもと祇園花月（京都・祇園） - 吉本興業が映画館の祇園会館を賃借して演芸興行を行う。
- ヨシモト∞ホール（東京・渋谷） - 吉本興業が経営するお笑いライブハウス。テレビ番組『にけつッ!!』の収録も行われる。
- ルミネtheよしもと（東京・新宿） - 吉本興業が経営するお笑いライブハウス。
- 心斎橋角座（大阪・心斎橋） - 松竹芸能経営。道頓堀角座の閉館に伴い、移転して開館。落語会も行われる。

#### 首都圏以外の地域の落語会会場
関西
- 一心寺シアター倶楽（大阪・天王寺区）　- 大阪にある寺一心寺内にある寄席。寄席の他に小劇場演劇、コンテンポラリーダンス、などの舞台芸術を提供している。
- 高津の富亭（大阪・中央区）- 古典落語「高津の富」「高倉狐」「崇徳院」の舞台として知られる高津宮神社の境内の参集殿。ここでの寄席には5代目桂文枝一門が深く関わっており、5代目没後の2006年3月、境内に文枝の石碑が建立された。
- 無学（大阪・帝塚山） - 笑福亭鶴瓶が開設。鶴瓶の師匠である6代目笑福亭松鶴の自宅を改装したもの。
- 七福座（兵庫・姫路市）- 姫路市西二階町商店街運営。姫路が3代目桂米朝の出身地であることにちなみ、2009年に商店街の空き店舗を使ってオープン。入居するビルの老朽化による解体のため2023年3月で閉館したが、4月に同じ商店街の別の建物に移転して再オープンした。再こけらおとし公演は月亭秀都が出演。閉館・再オープン時の商店街理事長は北野升雄、支配人は垣内睦彦。
- 此花千鳥亭 (大阪・此花区)  - 2019年1月オープン。講談の定席として5代目旭堂小南陵が設立。
- ツギハギ荘（大阪・北区）- 長谷川義史・あおきひろえ夫妻（ともに絵本作家）の旧居をレンタルスペースにしたもの。
- 百年長屋（大阪・東成区） - 大正3年築の長屋を当時の梁や土壁はそのままに残し、ギャラリー・レンタルスペースに改築。オーナーは中西緑。
- 道心寺（兵庫・尼崎市）- 天台宗の僧籍を持つ露の団姫により2021年3月7日開山。定期的に「縁日寄席」を開催。
- えびす亭（兵庫・西宮市）- 2022年4月オープン。阪神西宮駅前。オーナーは月亭方正。
- ふるふる亭（大阪・阪南市）- 桂雪鹿が元・祖父母宅を改造、寄席として利用。
- 猫も杓子も（大阪市北区）2023年8月オープン。大阪・天満橋。オーナーは露の新幸。
- 落語場 京都伏見・笑亭（京都市伏見区）- 2023年9月プレオープン、11月オープン、2024年5月で休業したが7月に再開、12月に再閉館。席亭は山谷政敏。
- 上かん屋 紅梅亭（大阪・中央区）- 2024年5月、法善寺横丁のおでん屋「上かん屋」にオープン。
- 笑仁亭（大阪・浪速区）- 山口製本ビル３階をリフォームした多目的スペース、2024年9月にオープン。「笑仁（しょうじん）亭」の名前の由来はビルオーナーの山口仁史にちなんでのもの。
- 門戸寄席 J:SPACE（兵庫・西宮市）居酒屋の別館を改装、2020年11月にライブスペースとしてオープン。建物の老朽化のため2025年3月にいったん閉館。取り壊した後に新しいビルを建設して2026年春再オープン予定[42]。

北海道・東北
- 新琴似演芸場（札幌市）-　2017年にオープンした「すすきの演芸場」から2020年に現在の場所に移転、月末に公演を行う。社会人落語「落笑会」拠点。代表は林家とんでん平。
- 山辺噺館（山形・山辺町） - 明治大学落語研究会出身で地元施設の館長職などを務めた落語会「山辺どんぶり亭」席亭の峰田順一が、クラウドファンディングの支援を得て[43]、落語やコンサートなどの生の舞台が近距離で楽しめる50人規模の小ホールと一日1組限定のゲストハウスを2020年9月オープン。
- やまらく亭（山形市）[44]- 2008年に結成された山形落語愛好協会（会長：佐藤悠）の顧問でもある小田けんじがJR楯山駅前に2023年2月にオープン。こけら落とし公演は桂紋四郎が出演。

- とわだ演芸場（青森県十和田市）- 地元で社会人落語家として活動をする遠田康久と林家とんでん平が開設。2023年5月にオープン、毎月1日 - 7日まで公演を行う。こけら落とし公演は2代目林家三平と林家とんでん平が出演[45]。青森県在住の三遊亭大楽も出演。
- わどなんど寄席（青森県弘前市）- 2017年から活動している（一社）弘前芸術鑑賞会（菊池弘二代表）が、弘前市のかだれ横丁（屋台村）内に2024年4月オープンさせた。席亭は水戸光宣。こけら落とし公演には春風亭昇太が出演[46]。劇場ロゴ文字は伊奈かっぺい。2024年11月より、日本芸術文化振興会の助成を受けて正式に落語芸術協会の寄席として月4日（12日・13日、26日・27日）1日2公演の寄席を開催[47]。「わどなんど」は「私たち」、「かだれ」とは「仲間になろう・話そう」という意味の方言。

#### 関東（首都圏除く）
- 水戸みやぎん寄席（茨城・水戸市）[48] - JR水戸駅近くの宮下銀座商店街に2022年9月10日開場。施設は水戸東照宮の元倉庫を改装。市内の企業経営者でつくる一般社団法人まちコンテンツ共創協会が企画・運営。法人理事長は大久保博之、席亭は内藤学。こけら落とし公演は古今亭菊之丞が出演。

#### 中部・北陸
- ほくほくスペース てるてる亭（富山・中央通り） - 北陸銀行が地元富山出身である立川志の輔プロデュースにより設置。公演は月1回程度。志の輔は「席亭のような、館長のような、番頭のような者」に就任。
- まぐろや（名古屋市熱田区）- 大名古屋食品卸センター（場外市場）内のマグロ専門店が、2020年ごろから店内やセンター内会議室を用いて落語会をプロデュース。名古屋芸人の会、こしらの集い名古屋、講談続き読み（神田愛山、神田春陽）などの会を開催。社長は萩原孝則。
- 男キモノ＆バー蛙屋（名古屋・大須）- 男性用オリジナル着物専門店兼バーのスペースでアマチュア落語会を開いていたが、2017年ごろより東名阪のプロ落語家の会を随時開催。2014年大須にオープン、2022年大須の別のビルに移転。代表は樋渡昌寛。
- 藤田亭（静岡・磐田市）- 三笑亭可女次（現：可風）の後援者の藤田保幸が2003年10月に自宅で落語会をスタート。2013年に自宅に隣接する元撚糸工場を落語会用のスペースに改装。

#### 九州・沖縄
- 博多らくごカフェ笑庵（福岡・博多区）-　日本笑い学会理事でもある岡部浩が会社を退職後、2021年に落語を聞けて飲食もできる空間としてオープンさせた。2025年1月に移転のため閉店。
- 花園寄席（沖縄・那覇市）- 人気の洋菓子店「アベニア」を引き継いだ[49]落語イベンターの知花園子が度重なる店舗の移転を乗り越え、沖縄都市モノレールの安里駅そばの古民家を自力で改装、2024年11月に落語会会場として設備を整え寄席としてオープンさせた。こけら落としは柳家緑太・柳亭市童。寄席以外の日は洋菓子店として営業する[50]。

#### かつてあった寄席で現存しないもの（戦後以降）
全国的には大正期をピークとして全国に存在した。しかし近年まで存在した寄席や歴史的に重要な寄席以外は、全国を網羅する形で個々の所在を確認できるような文献は存在しておらず、研究の進展が待たれる。
以下、※印のあるものは施設としてではなく、落語会としての「寄席」である。

##### 東京・関東地方
- 東宝演芸場（東京・千代田区日比谷） - 東宝経営。「東宝名人会」を興行。顔付けは独自。
- 新宿松竹文化演芸場 - （東京・新宿区新宿）松竹第一興行経営。軽演劇と色物主体。現在はシネコンの新宿ピカデリーが立地。
- 浅草松竹演芸場 - （東京・台東区浅草）松竹経営。軽演劇と色物主体だが、落語家が出演していた時期もある。
- ※東急文化寄席（東京・渋谷区渋谷） - 現在の渋谷ヒカリエの場所に立地していた東急文化会館の地下1階にあった映画館・東急ジャーナル（後の渋谷東急3）が、曜日限定で夜間のみ演芸興行を行っていた。テレビ番組『大正テレビ寄席』の収録も行われていた。
- 楽天地演芸場（東京・墨田区錦糸町） - 東京楽天地経営。色物主体。
- 本牧亭（東京・台東区池之端） - 講談定席。1952年（昭和27年）開業[52]。落語の興行もたびたび行われ、林家彦六一門会や落語三遊協会の旗揚げ興行も行われたことがある。2011年（平成23年）に閉場し、講談定席機能は木馬亭が引き継ぐ。
- 人形町末廣（東京・中央区日本橋人形町） - 1970年（昭和45年）に閉鎖。現在は読売新聞関連企業のビルが立地。演芸番組『金曜夜席』→『笑点』のセットはこの寄席がモデルとなっている。
- 喜扇亭（東京・中央区日本橋人形町） - 浪曲席。戦後は浪曲に加えて漫才等の色物席として存続するが1952年（昭和27年）頃に閉場。跡地は人形町今半[53]。
- 神田立花演芸場（東京・千代田区神田須田町） - 旧称立花亭。万惣神田本店の隣に立地していた。第四次落語研究会会場。戦前から経営状態がおもわしくなく、所有者が二転三転し一時期は元NHKアナウンサー松内則三も名義人であった。東宝と契約していた時期もあり、寄席文字の橘右近が楽屋主任を務めた。全席畳敷きだったが末期に椅子席に改装した。1954年（昭和29年）11月に廃業[54]。
- 十番倶楽部（東京・港区麻布十番） - 関東大震災後から新網町の酒店2階で営業してきたが戦災で焼失し、1952年（昭和27年）出資者を募って場所を網代町に移して再開した。1955年（昭和30年）に映画館に転業。跡地（麻布十番会館）では現在でも「十番寄席」（地域寄席）が催されている[55]。
- 浅草末廣亭（東京・台東区田島町） - 1953年（昭和28年）6月下席から開場した。新宿末廣亭による経営で初公演は2代目桂小文治のトリ。国際通り沿いで美人座というストリップ劇場の2階に立地しており、正面右側のテケツ（切符売り場）で料金を支払って階段で2階へ上がる。定員は詰めて200人程度。全席畳敷きで左右の客席は桟敷席であった。客の入りが悪い上に、席亭いわく建物の持ち主が「サギ師みたいなやつ 」だったため1955年（昭和30年）3月下席限りで撤退した。現在は三平ストア・浅草店が立地[56][57]。
- まつみ亭（東京・荒川区三河島） - 京成電鉄新三河島駅前（現在の荒川区荒川[58]）。1952年（昭和27年）開場[52]。駅前のマーケットの2階に寄席を設けた。前座が階段の窓から駅のプラットホームを見て、芸人の楽屋入りを確認していた[59]。
- ゆたか亭（東京・豊島区高田） - 通称「早稲田のゆたか」。都電早稲田停留場下車、神田川に掛かる豊橋（ゆたかばし）を渡って右手にあった。戦前から講談・色物席として営業し、東宝と契約して戦後は落語も公演した。当時の席亭の本業は染色工場で現在も盛業中であり、東京の芸界では手拭いを注文する際に店名を「ゆたか」と通称している[60]。当時用いられていた釈台は保存された後、神田松鯉（3代目）のもとに譲り受けられた[61]。
- 桜亭（東京・台東区上野） - 上野駅に隣接する上野地下鉄ストア内に 1952年（昭和27年）8月開場。浪曲定席。客席200人。昼夜5日替わり。長く続かず閉鎖。
- 栗友亭（東京・荒川区南千住）-　雑貨店の栗本商店2階を演芸場に改装した。駅前通り（通称コツ通り）に面していた。1955年（昭和30年）1月1日開場[62]、8月13日から浪曲席。公演内容は年代毎に落語や色物→浪曲→漫才主体と変遷した[59]。1957年（昭和32年）4月漫才研究会と提携して同月19日に前夜祭を敢行、翌20日から漫才定席となる[63]。1959年（昭和34年）閉場[64]。建物および栗本商店は長い間現存していたが[65]、2020年（令和2年）4 - 5月頃に解体が確認された[66][67]。浪曲席時代は、毎日一定時間舞台を浪曲ファンに開放。折りからの浪曲天狗道場ブームに乗った形となった。春日三球・照代の春日三球は1957年（昭和32年）に栗友亭から売り出した漫才コンビ「クリトモ一休・三休」のクリトモ三休として芸界デビューした[68]。
- 新富演芸場 （東京都中央区新富町二丁目）　現在の中央区新富一丁目、新富橋の通り北側に立地[69]。関東大震災後に建築業者の株式会社竹田組社長（当時）竹田源次郎[70][71]により創業。色物席だが落語の興行も実施し、戦争が激しくなってからは落語の興行はほとんどなかった。戦後は新富町の三業地の見番に場所を移して定席興行をおこなったが[72]1949年（昭和24年）ごろに閉業した。
- 千住会館　（東京都足立区千住三丁目）明治期に「大川亭」として開業。大衆演劇や演芸の興行を打ち、大正期に千住会館[73]と改称した。寄席演芸の世界で言うところのいわゆる「端席」[注釈 21]だが、戦局の悪化で都心の寄席や演芸場が閉鎖あるいは戦災焼失すると中央の芸人が出演するようになり、5代目蝶花楼馬楽（のちの林家彦六）や初代古今亭志ん朝（のちの10代目金原亭馬生）などが出演した[74]。都心の演芸場や劇場が再開すると客足が鈍り、1949年（昭和24年）に閉業した。跡地はパチンコ店を経て映画館になり、1981年（昭和56年）に火災で焼失した[75]。
- 目黒名人会（東京・目黒権之助坂） - 1960年代後半頃に開業したが経営不振で廃業予定だった。1971年（昭和46年）12月に7代目立川談志が元の経営者から引き継いで寄席の復活という選挙公約を実現し、出演者の顔付けの見直しや自身の独演会開催・若手による中入り前の中喜利の実施・トリの出演時間に1時間を割くなど、総合的にプロデュースしたが経営状態は好転せず数年で閉場した[76][77][78]。7代目立川談志が木村松太郎をカムバックさせた場所として記録されている。跡地はライブハウス目黒鹿鳴館。
- 若竹（東京・江東区東陽） - 5代目三遊亭圓楽が私財を投じて設立。1985年に開場し、1989年に閉鎖された。建物自体は現存。圓楽司会時代には『笑点』の収録が行われたこともあり、閉鎖後も借金・倒産ネタが頻繁に使われていた。
- よしもと浅草花月（東京・台東区浅草） 吉本興業が2006年11月より常盤堂雷おこし本舗の雷5656会館5階「ときわホール」を賃借して演芸興行を行っていた。2015年7月公演終了。
- そらまち亭（東京・墨田区）2012年5月、 東京スカイツリー・東京ソラマチ内にオープンした落語を聴いて食事ができる和風シアターレストラン形式の寄席。落語のプロデュースはねぎし三平堂、施設運営は東武食品サービス。2020年8月に閉店[79][80]。
- 市川鈴本（千葉・市川市） - 上野鈴本演芸場の支店。1952年（昭和27年）開業。1954年（昭和29年） - 1955年（昭和30年）頃に大衆演劇の劇場に転業した[81]。市川市在住の正岡容らが活動した[82]。市川市市川1-22[注釈 22]。現在の松代そばやの近くに立地[83]。
- 川崎演芸場（神奈川・川崎市京急川崎駅前） - 1952年（昭和27年）6月開場。経営母体であるダンスホールの川崎フロリダが入っていた川崎ビル（5階建て）3階に立地していた。面積70坪、全席畳敷き定員271名。1階のパチンコ店の店内を横切って奥のテケツ（切符売り場）で料金を支払いエレベータで3階まで上がる。開場1年半程で4階に開設されたローラースケート場の騒音が激しく客離れを招き、閉鎖後も客足が戻らなかった。1962年（昭和37年）3月25日が最終公演。2代目桂小文治が開場時のこけら落とし公演のトリ・最終公演のトリ共に務め、最後の演目は「たちきり」。閉場後はジャズ喫茶に改装された[84]。
- 相鉄演芸場（神奈川・横浜駅西口） - 当時の相模鉄道社長川又貞次郎と5代目古今亭志ん生が懇意であった縁で[85]1957年（昭和32年）9月21日、相鉄文化会館の地下1階に開業[86]。相鉄不動産が経営。奇数月上席・下席と偶数月中席は落語協会、奇数月中席と偶数月上席・下席は芸術協会が受け持ち、31日の余一会は漫才大会が行われていた。夕方開演の夜席専門で、日中は映画を上映していた。交通の便も良く集客も好調だったが、寄席としての興行は1961年（昭和36年）4月28日で終了した[85]。
- ※寄席 井心亭（東京・三鷹）- (公財) 三鷹市スポーツと文化財団の数寄屋造りの建物「井心亭」で、1995年4月に同財団主催で柳家花緑・立川志らく・柳家喬太郎・林家たい平など当時の若手落語家の交互出演で毎月1回の落語会をスタート。原則レギュラーを変えずに通算三百夜を迎える2020年6月の会で終了予定だったが、コロナ禍による緊急事態宣言やまん延防止等重点措置によりたびたび開催が延期され、2年後の2022年7月6日に最終回を迎えた。
- 新宿角座（東京・新宿） - 松竹芸能経営。元THEATER/TOPSを改装、2011年オープン。2021年3月で休館、5月に本多劇場グループに譲渡、閉館。8月に「本多劇場グループ 新宿シアタートップス」として再開場した。
- 活ハウス（東京・日暮里）[87] - 未来来 活砲偽など の名前で天狗連としても活動する坂井由香が経営する食堂兼興行スペースを2019年千葉から日暮里に移転してオープン。アマチュアや若手落語家の勉強会などの会場になった。2022年7月落語興行営業を終了、食堂営業は継続。
- ゆにおん食堂（東京・六本木）- 昭和52年創業。店長は澤田段。喫茶店を経て居酒屋・定食屋として営業していたが、コロナ禍以降落語会や配信会場として用いられるようになる。再開発のため2022年12月で閉店。閉店を惜しんで、立川こしらなどを中心とした出演芸人の寄稿により「ゆにおん本」が制作された[88]。食堂は2023年9月神保町に再オープン。落語家や落語ファンが集う場として引き続き賑わっているが、落語会会場としての営業は縮小した。
- ミュージック・テイト西新宿店（東京・新宿区）- 1914年、北海道十勝町に開業。1945年上京、新宿に店舗を開設。その後紀伊國屋書店に帝都無線として店を構え、一時は店舗を全国展開していた。2011年9月、新宿紀伊國屋書店内にあったミュージック・テイトが東日本大震災の影響で売り上げが落ち西新宿に移転、演芸ソフト専門店としてオープン。店舗営業終了後の夜の時間帯を寄席として営業。毎週金曜日夜、落語芸術協会二ツ目ユニット「成金（2013年9月 - 2019年9月）」「芸協カデンツァ（2019年10月 - 2023年4月（6月以降会場変更）」、「落語ガールズ（2017年12月 - 2023年4月）」などの若手落語家ユニットの拠点となっていた。2022年9月に50mほど西の系列店舗に移転。また、家賃分を得るためのクラウトファンディングもスタートさせ、立川吉笑や上記若手落語家ユニットなどの協力を得て目標の1200万円を大きく超えた金額を集め、成功させた。2023年9月に東中野への再移転を予定していたが[89]直前の8月に閉店、8月16日に破産手続きが開始された[90][91]。店長は菅野建二。
- みすみ亭（東京・渋谷）- 2022年3月21日オープン。2年ほど演芸場勤務の経験のある森岡遥が若手落語家の協力を得て小スペースを改装、渋谷区不動通り商店街（初台と幡ヶ谷の中間）に定員10人程度の演芸場を開設。部屋の角の三角形の部分が小さな高座となっている。こけら落とし公演の出演は立川談笑。2023年9月で休業。
- 高円寺駅前劇場 竹芳亭（ちくほうてい）（東京・高円寺）- 柳亭芝楽（11代目）による寄席スペース。2021年秋ごろから公演を行い、2022年10月にこけら落とし公演を行った。2024年2月で閉館。
- 浅草ことぶ季亭（東京・台東区）-　落語協会で「戸辺まさ」の名前でお囃子をしていた花季彌生による伝統芸能のためのスペース。2024年12月で閉館。

##### 関東以外
- 富士劇場（愛知・名古屋・納屋橋） - 参考文献上は「富士劇場」としてあるが[92][93]当時のパンフレットや写真に残る当時の看板にはわかんむりの「冨」を用いて「冨士劇場」とある[94]。1948年（昭和23年）開場。納屋橋の西詰、広小路通の北側に位置していた。客席数は600と大きく、いわゆる寄席というより劇場に近い規模であった。公演内容は音曲・浪曲・講談・落語・漫才・大衆演劇・歌謡ショー・映画上映など多岐にわたり、地元名古屋のみならず、東西の売れっ子が出演した[93]。運営者が伝統的な寄席興行の風習に関する知識に乏しく、芸人としての「格」にかかわる看板の扱いや待遇を巡ってトラブルが頻発した[95]。1961年（昭和36年）閉館[93][96]。
- 京都花月（京都・新京極） - 吉本興業経営。
- 富貴（京都・新京極）
- 京洛劇場（京都・新京極） - 千土地興行（のちの日本ドリーム観光）経営。寄席としての営業期間はごくわずか。
- 戎橋松竹（大阪・難波） - 千土地興行経営。
- 歌舞伎地下演芸場（大阪・千日前） - 千土地興行経営。
- 千日劇場（大阪・千日前） - 千土地興行経営。
- なんば花月（大阪・千日前） - 吉本興業経営。
- 浜松座（静岡・浜松市） - 1966年（昭和41年）開業。秋田實を相談役に東西の漫才・落語家を招いた。
- 含笑長屋（含笑寺）(名古屋・東区）- 1967年、関山和夫により「含笑長屋・落語を聴く会」がスタート。関山が死去する2013年まで定期的に落語会が開催された。
- baseよしもと（大阪・千日前） - 吉本興業経営。現在はNMB48劇場。
- よしもと西梅田劇場（大阪・梅田） - 吉本興業経営。改装工事のため一時閉鎖されるなんばグランド花月の代替として開設。なんばグランド花月改修完了後も営業を継続していたが、2019年8月25日をもって閉館[97]。
- 道頓堀角座（初代）（大阪・道頓堀） - 松竹経営。上方の寄席として歴史は古く開業は江戸時代までにさかのぼる。2007年閉館。
- 道頓堀角座（2代目）（大阪・道頓堀） - 松竹芸能経営。2013年7月開場、2018年7月閉館。
- B1角座（大阪・道頓堀） - 松竹芸能経営。
- 演芸の浪花座（大阪・道頓堀） - 松竹経営。1987年1月1日に1階松竹邦画系映画館を改装して開場。2002年1月31日閉館。
- ミナミのど真ん中ホール（大阪・道頓堀） - 松竹芸能が2002年4月より2003年12月までパチンコ店「四海樓道頓堀店」の4階を賃借して演芸興行を行っていた。
- うめだ花月（大阪・梅田） - 吉本興業経営。
- トップホットシアター（大阪・梅田） - コマスタジアム経営。
- 京橋花月（大阪・京橋） - 吉本興業経営。KiKi京橋の5階に立地。現在は大衆演劇専門の「羅い舞座 京橋劇場」。
- STUDIO210（大阪・通天閣地下） - 通天閣観光所有・松竹芸能運営。 - 旧称「通天閣歌謡劇場」。歌謡ショー専門だった劇場に、2008年5月に閉館したB1角座の代替として松竹芸能の演芸興行の拠点を移転し、2013年7月まで寄席興行と歌謡ショーの両方を行っていた。
- 新花月（大阪・新世界）
- 寄席スタジオ笑福亭（大阪・吹田市） - 笑福亭鶴光の自宅に設置。
- 神戸松竹座（神戸・新開地） - 松竹経営。
- 寄席のパレス（神戸・兵庫駅前ガード下）
- 茶臼山舞台（大阪・天王寺区）- 3代目桂あやめが開設。2003年 - 2007年。
- すんぷ演芸場（静岡・駿河区）- 2006年、温浴施設「すんぷ夢ひろば」（現・リバティリゾート久能山）内にオープン。さがみ三太プロデュース、色物中心。
- よしもと紙屋町劇場（広島・紙屋町） - 吉本興業がエディオン広島本店8階の催事場を使用して週末に演芸興行を行っていた。同店建て替えのため2017年4月に閉鎖。
- 八聖亭（大阪・福島） - 月亭八方が開設。2018年3月閉館。
- ※もとまち寄席 恋雅（れんが）亭（神戸・元町）- 神戸の落語プロモーター楠本喬章（1935年 - 1994年）により1978年4月スタート[98]。1972年11月、神戸新開地に開設された「神戸柳笑亭」が前身[99]。神戸凮月堂3階ホールで月一回落語会を開催。神戸凮月堂の貸ホール事業の終了のため2020年4月の500回記念で終了の予定だったが、新型コロナウイルス感染症拡大のため3月・4月公演を開催せずに終了となった[100][101]。その後、2025年10月27日～11月2日に神戸新開地喜楽館で開かれる「第1回神戸落語まつり＠新開地」の中で、「復活もとまち寄席 恋雅亭」として開催が叶わなかった500回記念の番組が再現される予定[102]。
- トリイホール（大阪・道頓堀）2020年3月で閉館。現・千日山弘昌寺。
- ※田辺寄席（大阪・阿倍野区）1974年大阪市立阿倍野青年センター（現：桃ヶ池公園市民活動センター）でスタートした大阪の地域寄席の老舗。近年は桂文太を中心に開催していたが、世話人と観客の高齢化による番組のマンネリ化により2017年ごろより観客数が減少[103]、2023年2月に立ち上げ人でもある世話人・大久保敏の死去を受け、2023年3月10日の第910回公演を最後に49年続いた会が終了[104][105]。
- 落語喫茶 古々粋（ここいき）亭（奈良市）- 2016年10月オープン、近鉄奈良駅前の喫茶店兼レンタルスペース。しっかりした高座が作られていた。オーナーは井上雅博。2025年2月閉店[106]。